# Муравльов Микола Васильович
Микола Васильович Муравльов (1924—1956) — капітан Радянської Армії, учасник придушення Угорської революції 1956 року, Герой Радянського Союзу (1956).

## Біографія
Микола Муравльов народився 27 грудня 1924 року у селі Івово (нині — Липецький район Липецької області). У дитинстві з родиною переїхав до Липецьку, де закінчив вісім класів школи. У липні 1942 року Муравльов був призваний на службу у Робітничо-селянську Червону Армію. У 1944 році він закінчив курси політскладу. З серпня того ж року — на фронтах Великої Вітчизняної війни, був поранений. У 1947 та у 1950 роках закінчував курси удосконалення офіцерського складу. До осені 1956 року гвардії капітан Микола Муравльов був заступником командира стрілецької роти 381-го гвардійського парашутно-десантного полку 31-ї гвардійської повітряно-десантної дивізії, що дислокувалася у в місті Новоград-Волинський Житомирської області Української РСР.
З 4 листопада 1956 року у складі свого полку Муравльов брав участь у боях з угорськими повстанцями. 6 листопада у бою на будапештській площі Ленке він брав участь у розгромі ворожої засідки, у тому бою замінив собою командира стрілецької роти. Під його керівництвом рота розгромила другий заслін повстанців на площі Барток-Бела, завдавши їм великих втрат. На площі Жиґмонда рота Муравльова розгромила великий опорний пункт противника, взявши у полон 143 повстанців. Під час зачистки навколишніх будинків Муравльов загинув. Похований на будапештському кладовищі Керепеші.
Указом Президії Верховного Ради СРСР від 18 грудня 1956 року за «мужність та відвагу, проявлені при виконанні військового обов'язку» гвардії капитан Микола Муравльов посмертно був удостоєний високого звання Героя Радянського Союзу. Також був нагороджений орденом Леніна та рядом медалей.